# Al-Safsaf
Al-Safsaf (tiếng Ả Rập: الصفصاف) là một thị trấn ở phía tây bắc Syria, một phần hành chính của Tỉnh Latakia, nằm ở phía bắc Latakia trên bờ hồ Mashqita. Các địa phương lân cận bao gồm Ayn al-Bayda, Al-Shamiyah và Burj Islam ở phía tây, al-Bahluliyah ở phía đông và Mushayrafet al-Samouk ở phía tây nam. Theo Cục Thống kê Trung ương Syria, al-Safsaf có dân số 3.259 trong cuộc điều tra dân số năm 2004. Cư dân của nó chủ yếu là Alawites.